# Tobin Heath
Tobin Heath és una centrecampista de futbol amb 118 internacionalitats i 15 gols pels Estats Units, amb els que ha sigut campiona mundial i bicampiona olímpica.
Va ser nomenada millor jugadora jove dels Estats Units al 2009.

## Trajectòria
| Temporades            | Club                                                                     | Títols                                | Selecció (fases finals)                                                                      |
| --------------------- | ------------------------------------------------------------------------ | ------------------------------------- | -------------------------------------------------------------------------------------------- |
| 2004 - 2005           | New Jersey Wildcats                                                      | 1 Lliga (W-League)                    |                                                                                              |
| 2006 - 2009 2007 2009 | North Carolina Tar Heels Hudson Valley Quickstrike Lady Blues Pali Blues | 3 Lligues (NCAA) 0 1 Lliga (W-League) | Mundial sub-20 2007 (4t lloc) Jocs Panamericans 2007 (subcampió) Jocs Olímpics 2008 (campió) |
| 2010                  | Atlanta Beat                                                             |                                       |                                                                                              |
| 2011                  | Sky Blue FC                                                              |                                       | Mundial 2011 (subcampió)                                                                     |
| 2012                  | New York Fury                                                            |                                       | Jocs Olímpics 2012 (campió)                                                                  |
| 12/13 - 13/14         | Paris Saint-Germain                                                      |                                       |                                                                                              |
| 2014 - act. 0         | Portland Thorns 0                                                        | 1 Lliga (NWSL) 0                      | Copa d'Or 2014 (final) Mundial 2015 (campió)                                                 |